# Orduspor
Az Orduspor török labdarúgóklub, melyet 1967-ben alapítottak Ordu városában. Jelenleg a török másodosztályban szerepel, ahova 21 év után jutott vissza 2011-ben. Hazai mérkőzéseit a 19 Eylül stadionban játssza.

## Eredményei

### Bajnoki múlt
Az Orduspor helyezései az török labdarúgó-bajnokság élvonalában.
| Idény   | Helyezés |
| ------- | -------- |
| 1975–76 | 12. hely |
| 1976–77 | 11. hely |
| 1977–78 | 11. hely |
| 1978–79 | 4. hely  |
| 1979–80 | 7. hely  |

| Idény   | Helyezés |
| ------- | -------- |
| 1980–81 | 16. hely |
| 1983–84 | 13. hely |
| 1984–85 | 9. hely  |
| 1989–90 | 18. hely |
| 2011–12 |          |

### Nemzetközi
Az Európai Labdarúgó-szövetség (UEFA) által szervezett labdarúgótornákon elért eredményei.
Összesítve
| Kupa       | M | GY | D | V | LG–KG |
| ---------- | - | -- | - | - | ----- |
| UEFA-kupa  | 2 | 1  | 0 | 1 | 2–6   |
| Összesítve | 2 | 1  | 0 | 1 | 2–6   |

### Szezonális bontásban
| Kupa      | Idény     | Forduló    | Klub          | 1. mérk. | 2. mérk. | Össz. |
| --------- | --------- | ---------- | ------------- | -------- | -------- | ----- |
| UEFA-kupa | 1979–1980 | 1. forduló | Baník Ostrava | 2–0      | 0–6      | 2–6   |

Megjegyzés: Az eredmények minden esetben a Orduspor szempontjából értendők, a dőlten írt mérkőzéseket pályaválasztóként játszotta.

## Külső hivatkozások
- Hivatalos oldal (törökül)
- Adatlapja az Európai Labdarúgó-szövetség (UEFA) oldalán (angolul)
- Adatlapja a foot.dk-n (dánul)
- Adatlapja[halott link] a Weltfussballarchivon (angolul)
- Legutóbbi mérkőzései a Soccerway-en (angolul)